# 竹中恒夫
竹中 恒夫（たけなか つねお、1902年4月30日 - 1971年2月4日）は、日本の政治家、参議院議員（1期）、歯科医師。日本歯科医政連盟会長、日本歯科医師会会長。

## 来歴
兵庫県洲本市出身。大阪歯科医学専門学校卒業、歯学博士。1956年7月、第4回参議院議員通常選挙に出馬し、初当選。1963年10月、参議院地方行政委員長に就任。1965年6月、第1次佐藤第1次改造内閣で大蔵政務次官に就任。
1971年2月4日死去、70歳。死没日をもって勲二等旭日重光章追贈、正四位に叙される。

## 経歴
- 1924年（大正13年）3月 - 大阪歯科医学専門学校（旧制、現在の大阪歯科大学）卒業
- 1942年（昭和17年）1月 - 兵庫県歯科医師会会長
- 1950年（昭和25年）3月 - 日本歯科医師会理事
- 1954年（昭和29年）4月 - 日本歯科医師会常務理事
- 1955年（昭和30年）6月 - 中央社会保険医療協議会委員に就任
- 1956年（昭和31年）4月 - 日本歯科医師会副会長
- 1956年（昭和31年）7月 - 第4回参議院議員通常選挙に出馬し初当選を果たす
- 1965年（昭和40年）6月 - 大蔵政務官に就任
- 1968年（昭和43年）4月 - 日本歯科医師会会長
- 1971年（昭和46年）2月 - 死去。同年2月18日、兵庫県歯科医会館講堂にて、日本歯科医師会及び兵庫県歯科医師会の合同祭が執行された。当時の自由民主党総裁であった佐藤栄作、参議院議長の内田常雄などが参列した。